# Need Your Love
NEED YOUR LOVE là album nguyên bản thứ sáu của ban nhạc Do As Infinity được phát hành vào năm 2005 bởi Nagao Dai và Kameda Seiji. Một số bài hát đã được chọn: Rakuen được chọn làm bài hát kết thúc movie 4 của InuYasha, For the Future và Be Free được phát trên tivi còn Yokata no Yume được chọn là bài hát mở đầu cho phim Zoids Genesis. Album gồm tất cả năm phiên bản: CD, CD+DVD, CD+DVD T-Shirt Van thiết kế, CD+DVD Ryo thiết kế và Super Audio CD. Album tiêu thụ được 137000 bản.

## Danh sách
1. "For the Future" (Cho tương lai)
2. "Blue" (Màu xanh da trời)
3. "Be Free" (Tự do)
4. "Rakuen" (楽園 Thiên đàng?)
5. "Ever..." (Mãi mãi)
6. "One Flesh"
7. "Robot"
8. "Yotaka no Yume" (夜鷹の夢 Giấc mơ của chú diều hâu đêm?)
9. "Ultimate G.V"
10. "Need Your Love" (Cần tình yêu của anh)
11. "Na no Hanabatake" (菜ノ花畑 Vườn thực vật?)

Phần phụ: "Hiiragi" (柊 Hoa Holly) Bản acoustic.

### Danh sách trong DVD phụ
1. "Be Free" (Tự do)
2. "Robot"

## Xếp hạng
| Bảng xếp hạng (2005) | Thứ hạng | Thời gian trụ hạng |
| -------------------- | -------- | ------------------ |
| Oricon Nhật Bản      | 3        | 14 tuần            |